# 普通小麦
普通小麦（学名：[Triticum aestivum] 错误：{{Lang}}：文本有斜体标记（帮助））为禾本科小麦属下的一个种。全世界生产的小麦中约有95%是普通小麦。普通小麦也是全球範圍內產量最高的經濟作物之一。
普通小麥起源於約8000年前，在外高加索與今伊朗的裏海沿岸，二粒小麥偶然與山羊草屬的節節麥（Aegilops tauschii）雜交而形成。
普通小麥染色體為六倍體，其中六組染色體中，兩組染色體源於山羊草属的拟山羊草（Aegilops speltoides），兩組染色體源於烏拉爾圖小麥（Triticum urartu），而最後兩組染色體源於節節麥。
普通小麥是經濟上最重要的小麥類型，可用於生產麵包、其他烘焙食品、麥芽、動物飼料、澱粉生產等。與硬粒小麥（Triticum durum）相比，普通小麥更為柔軟、具有更豐富的穎果和更低的蛋白質含量。

## 浮小麦
浮小麦是中醫藥的藥材之一，採用每年夏至前後採集的普通小麥乾癟輕浮穎果清洗曬乾而成。

## 外部連結
- 維基物種上的相關：普通小麦